# 大崎発電所

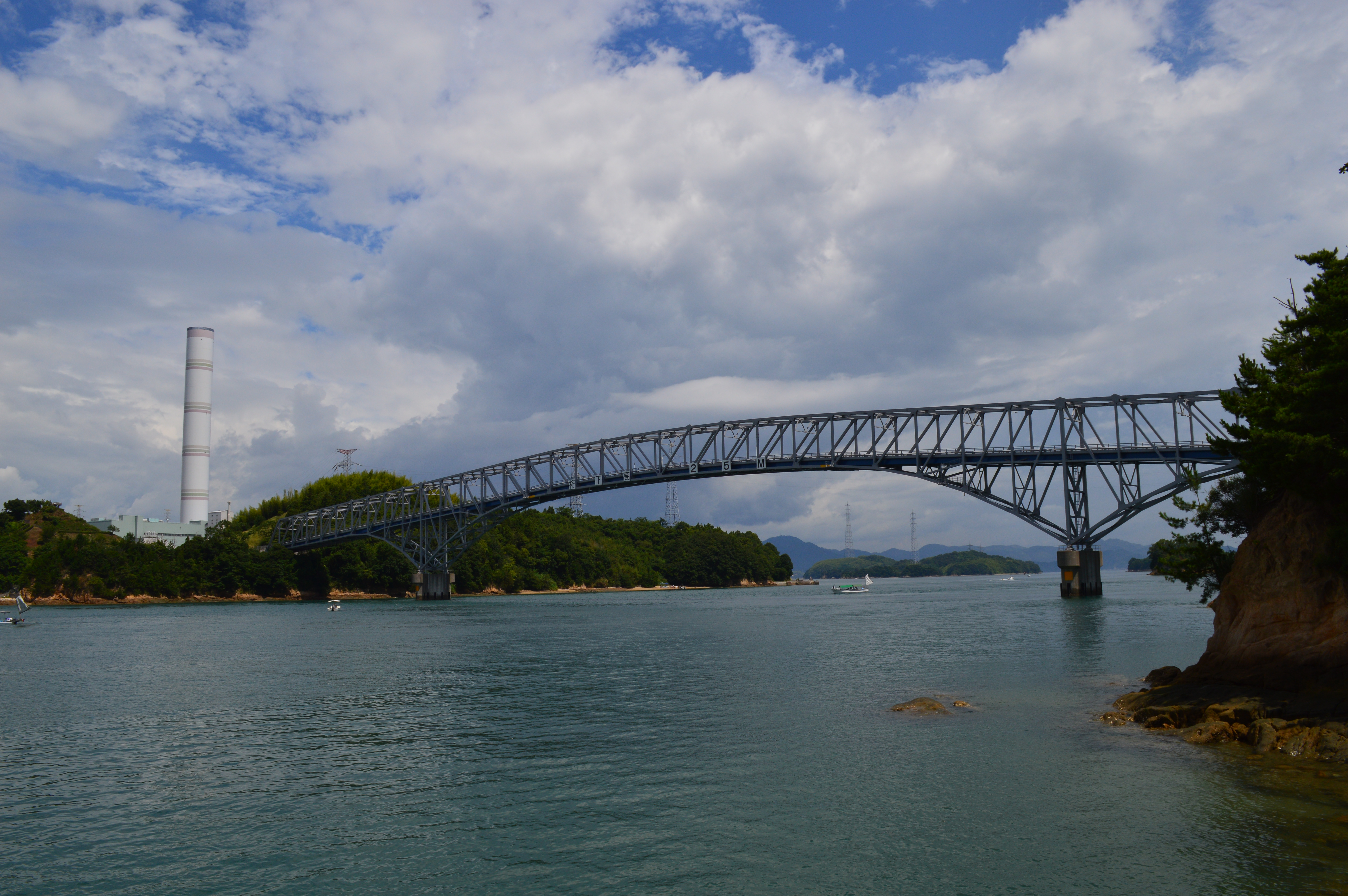
長島大橋と大崎発電所

大崎発電所（おおさきはつでんしょ）は、広島県豊田郡大崎上島町中野6208-1にある中国電力の石炭火力発電所。

## 概要
広島県第一の都市である広島市と、第二の都市である福山市のちょうど中間にある大崎上島町の島嶼部に所在し、中国電力では一番新しく出来た火力発電所である。
ガスタービンと蒸気タービンを組み合わせ、使用燃料を石炭とする最新技術の加圧流動床複合発電（PFBC）方式を採用し、2000年（平成12年）11月に1-1号機が運転を開始した。煙突の高さは約200mで、国道185号線からもよく見える。
PFBC方式を採用し、高効率と低環境負荷を期待されたが、配管の摩耗や損傷が相次いだ。2002年には長期間の運転休止が必要となり、同年の稼働率は22％にとどまった。その後も断続的なトラブルが続き、2008年度と2009年度は共に40％台前半の稼働率であった（目標値は60-70％）。そのため稼動11年目を以て休止した。
当初計画されていた1-2号機については、2005年（平成17年）12月の運転開始を予定していたが、1-1号機がトラブル続きで修繕費用を含めた発電コストが割高であることが判明したために、新規開発電源としての経済性を確保することが難しいと判断。2008年（平成20年）6月に建設計画が中止され、別の火力発電システムの実証試験施設を建設する方針に転換された。中電と電源開発との共同出資で石炭火力発電の試験プラントを整備する計画が発表され、試験実証機が2017年（平成29年）3月30日に試験を開始した。
国立研究開発法人新エネルギー・産業技術総合開発機構（NEDO）が2022年、大崎発電所から出る二酸化炭素（CO2）を分離・回収して資源化するカーボンリサイクルの実証研究拠点を発電所隣接地に設けた。

## 発電設備
- 総出力：25.9万kW（2011年時点）[7]
- 敷地面積：約48万5千m2

1-1号機（2011年12月1日より長期計画停止中）
発電方式：加圧流動床複合発電(PFBC)方式
定格出力：25.9万kW（2軸）
　ガスタービン： 4.4万kW × 1軸
　蒸気タービン：21.5万kW × 1軸
使用燃料：石炭
熱効率：41.5%（高位発熱量基準）
営業運転開始：2000年（平成12年）11月30日

### 大崎クールジェン株式会社所有
酸素吹IGCC実証機
発電方式：1,300℃級石炭ガス化複合発電（IGCC）方式
定格出力：16.6万kW（総出力には含めず）
　ガスタービン： 約6万kW × 1軸
　蒸気タービン：約10万kW × 1軸
使用燃料：石炭
熱効率：43～44%（発電端・高位発熱量基準）※送電端40.5%（高位発熱量基準）
試験運転開始：2017年（平成29年）3月30日